# 内卡河畔希尔施霍恩
内卡河畔希尔施霍恩（德語：Hirschhorn (Neckar)），简称希尔施霍恩（德語：Hirschhorn，發音：[ˈhɪʁʃˌhɔʁn] ⓘ），是德国黑森州达姆施塔特行政区贝格施特拉瑟县的城市，面积30.85平方千米，2023年12月31日人口为3,473人。